# Cserkaszkuli kultúra
A cserkaszkuli kultúra késő bronzkori régészeti kultúra az i. e. 18–14. században az andronovói kultúra kultúrköréből, az ún. „andronovószerű” kultúrák közül, amelyek az andronovói kultúra népének „gyarmatosítását” jelzik. Régészeti hagyatéka a középső és déli Transzurálban, az Urál hegység mellett annak keleti oldalán az erdőöv déli és az erdős sztyeppe északi peremén található. Néhány eleme azonban mélyen a sztyeppén is fellelhető. Fazekassága a fjodorovói kultúráéval sok közös vonást mutat.  Délen a halottégetés, északon és nyugaton a temetés jellemzi.  Veres Péter szerint a nyelvészet, régészet és antropológia eredményei alapján kijelenthető, hogy a cserkaszkuli kultúra az ugorsággal – a még szét nem vált magyarokkal és obi-ugorokkal – azonosítható. Az andronovói szélesarcú protoeuropid típus - ami még a honfoglaló magyarságnál is jól kimutatható - antropológiailag jól elkülöníthető a tőlük nyugatra élő szintén europid szkítáktól.  A tisztább cserkaszkuli települések jól mutatják a jelleget, a mély kutakat, a vadász-halász eszközöket, a főbb háziállatok csontjait és az andronovói csont játékkockákat, fejlett fémművességet, hamuhalmokat.   Az i. e. 14. század környékén elköltöztek és csatlakoztak a szomszédos andronovói ill. andronovószerű kultúrákhoz. 

## Lakás és temetkezés
A kultúra házépítészetének feldolgozottsága sajnos csekély, mivel lelőhelyeire a többszöri betelepülés jellemző, ezért a talajadottságok miatt nehéz tiszta cserkaszkuli réteget találni. A hegyvidéki erdőterületen a lakások mélyítése csekély. Kisméretű (22–50 m²) gerendavázas faházakat építettek ezekbe a sekély alapgödrökbe, amelyekben tűzhely is volt és folyosószerű bejárattal rendelkeztek. Az erdős sztyeppén és a sztyeppén a házak jóval nagyobbak (100–200 m²) és nagyobb mélyítésűek voltak. A tisztább cserkaszkuli települések jól mutatják a jelleget, és az andronovói csont játékkockákat, hamuhalmokat. 
A temetkezésben érdekes kettős hagyomány figyelhető meg. Délen a halottégetés jellemző, kis kurgánokkal, kőkerítéssel és halémokkal, a hamvasztás nyomaival, amelyet a sírhelyen kívül végeztek. Északon és nyugaton a test eltemetése volt a jellemző, sekély sírgödörbe, összehúzott testhelyzetben. 

## Fazekasság és fémművesség
Fazekassága sok közeli vonást mutat az andronovói kultúra egyik változatának a fjodorovói kultúrának a fazekasságával, a gyakran használt szőnyeg motívum jellemzi,  mindazonáltal a fjodorovóinál összetettebb, „sűrűbb”.  Díszítésében jelen van az andronovói geometrikus jelleg, és az erdőövi képvilág is.  A fazekasok talkummal bőven kevert agyagot használtak. A tisztább cserkaszkuli települések jól mutatják a fejlett andronovói fémművességet. 

## Mezőgazdaság
A tisztább cserkaszkuli települések jól mutatják a jelleget, a cserkaszkuli vadász-halász eszközöket, a főbb háziállatok csontjait. 

## Lelőhelyek

### Bolsekazakbajevo
19. kurgán: A felnőtt személyek eltemetésére alkalmas négy gödörsír csupán a hamvasztások maradványait tartalmazta, amit a gödör aljára szórtak. 1-4 edényt helyeztek a gödör sarkaiba. 